# Iveco VM 90
El Iveco VM 90 es un vehículo polivalente híbrido entre un vehículo táctico y un camión todoterreno, fabricado en Italia por Iveco.

## Descripción
El Iveco VM 90 es un derivado del Iveco Turbo Daily, siendo capaz de cargar hasta 3,5 toneladas, y pudiéndose reconfigurar para múltiples usos. Es comúnmente descrito por los ejércitos que lo tienen bajo su servicio como un vehículo polivalente, capaz de transportar desde 1.5 toneladas de suministros, remolcar artillería y transportar hasta 10 soldados a la vez, como puede ser acondicionado como tanqueta ligera para fuerzas policiales. Con un montaje desplazable, una ametralladora hasta de calibre 12,7 mm puede ser instalada en el techo de la estructura de la cabina, o a su vez se puede montar un lanzador de misiles antimaterial.

## Versiones

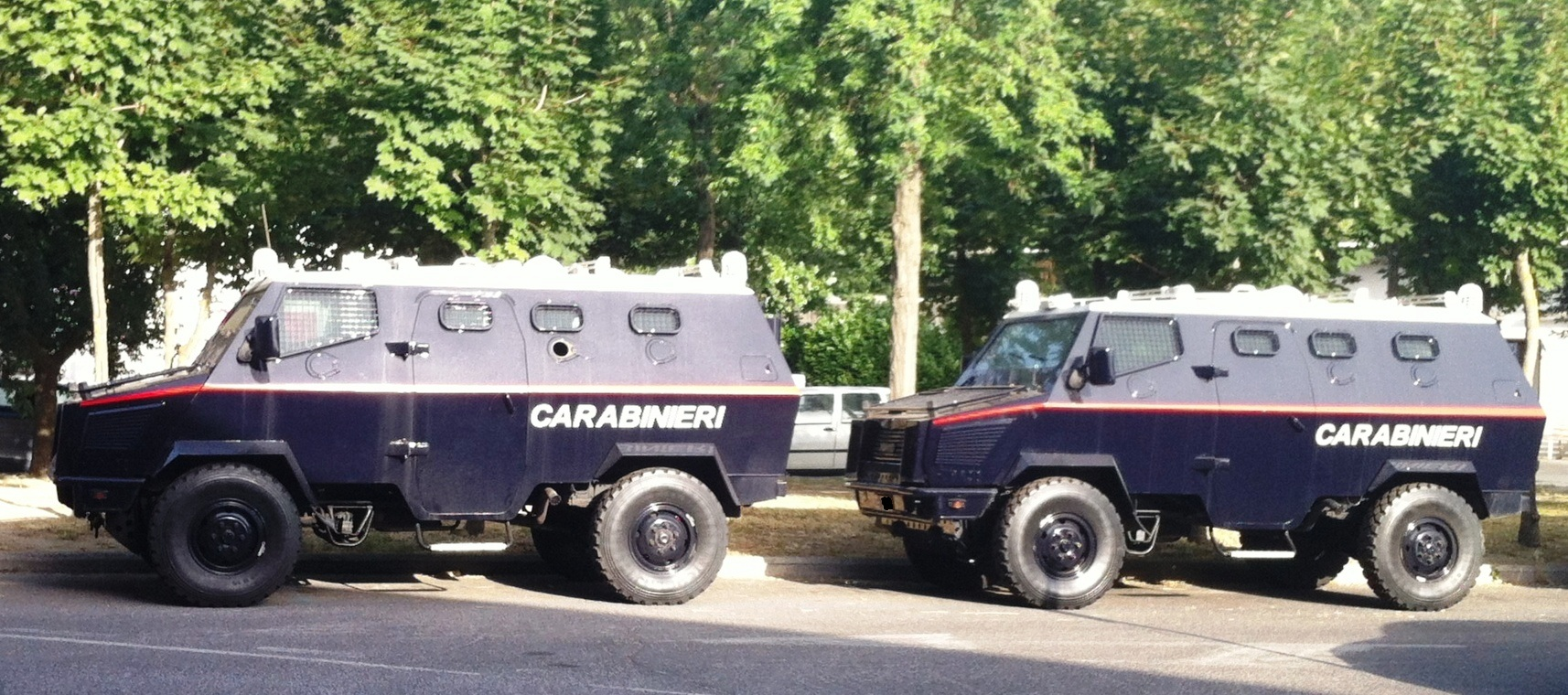
Dos VM 90P del Arma de Carabineros con nuevos colores (2012).

Existen tres variantes del modelo VM 90, una es el vehículo táctico (VM 90T Torpedo), la otra es el carrozado con blindaje (VM 90P Protetto), y la más extendida es el vehículo tipo sanitario/ambulancia (VM 90 Ambulanza).
Todas ellas comparten la misma motorización, de 2,5 litros, y su misma fuerza tractora (de entre 73,5 caballos (55 kW) hasta 105 caballos (78 kW)), siendo diferenciadas únicamente por la carrocería adosada a su bastidor.

### Torpedo
Características:
- Cilindrada: 2499 cm 3
- Cilindros: 4

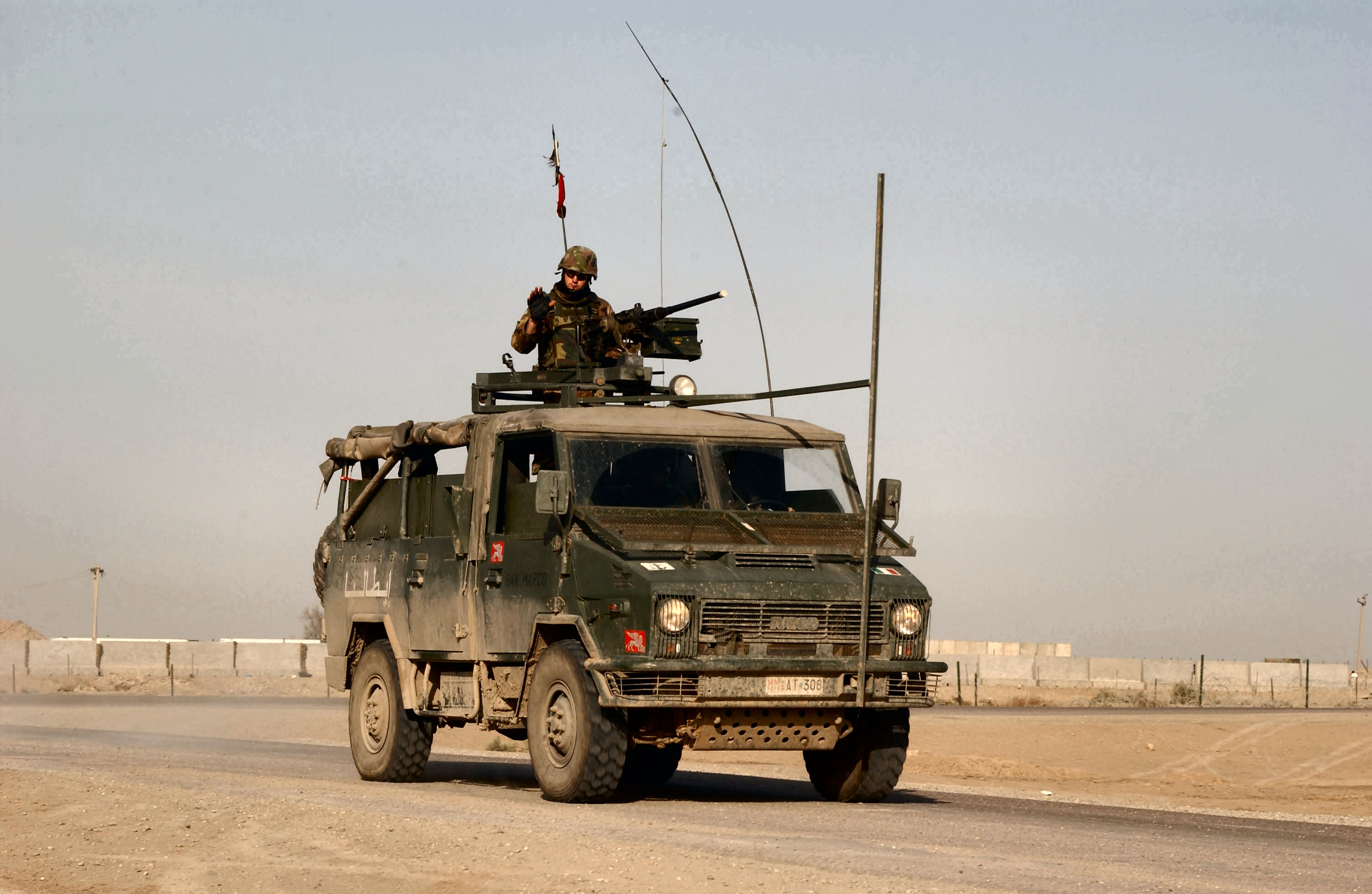
Un VM 90T del Regimiento San Marco de la Armada italiana en Irak, durante la Operación Antigua Babilonia.

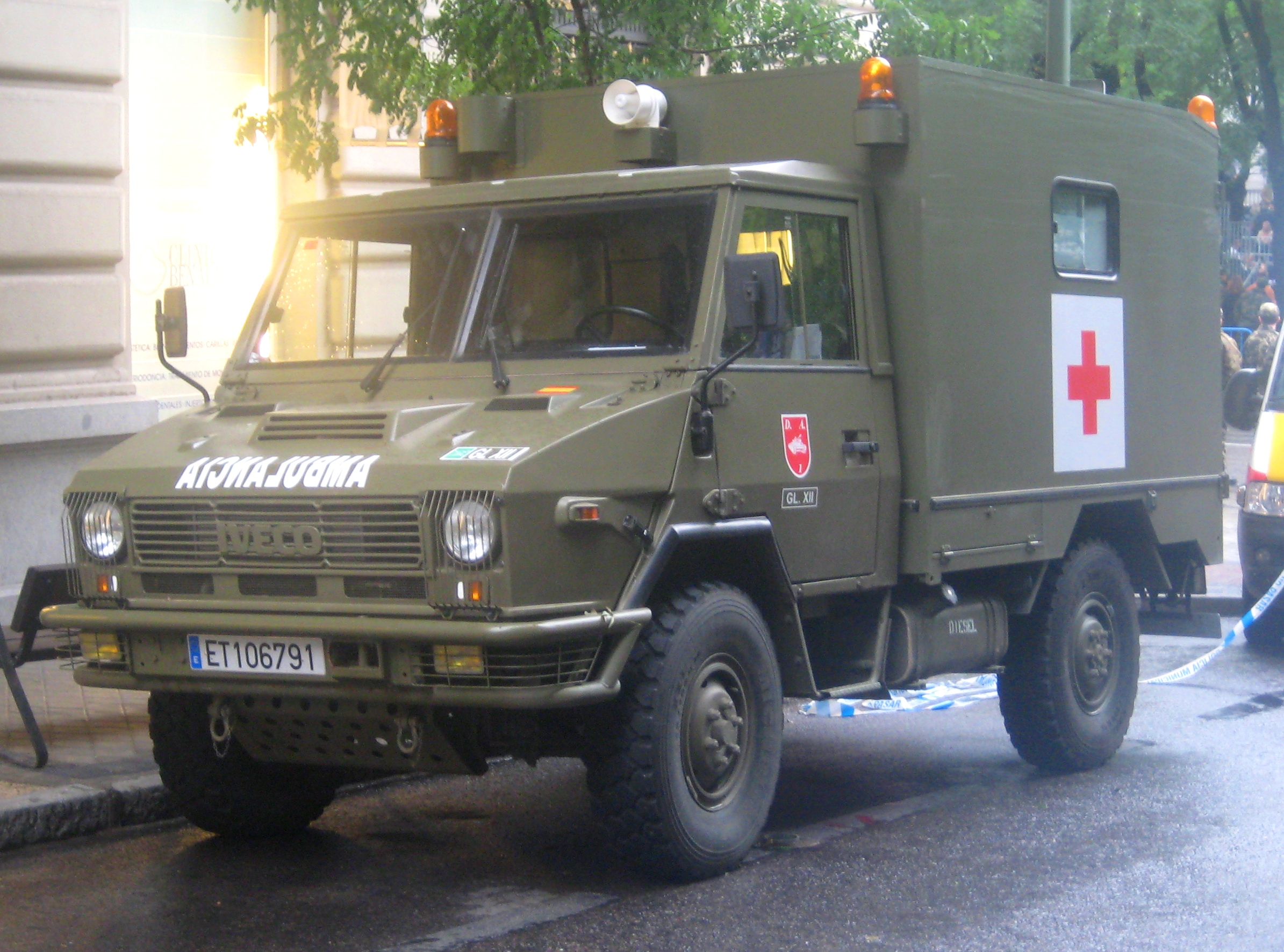
Iveco-Pegaso 40.10WM del Ejército Español.

- Potencia: kW: 73.5, HP: 100 a 3,800 rpm
- Longitud: 4500 mm
- Ancho: 2000 mm
- Altura: 2483 mm
- Transmisión: Manual (5 velocidades)
- Fuerza: Completa
- Velocidad: 102 km / h
- Capacidad en asientos: 1 + 8
- Rango: 800 km

### Protegido
Esta variante está destinada a hacer frente a la necesidad de asegurar una mayor protección para el personal. La versión protegida está equipado con una placa de blindaje integral con una cabina posterior que sustituye a la versión cajón lona de Torpedo. Esta cabaña está equipada con puerta blindada trasera, las ventanas y los agujeros para usar armas ligeras sin exponerse y pistola alcantarilla máquina u otra arma. La armadura no ofrece una protección alta, pero ha sido adoptado como una solución temporal a la espera de la entrada en servicio de la VBL Puma. El vehículo ha sido utilizado desde la experiencia en Somalia, durante la Operación Restore Hope, y después de un ataque con bomba en Nasiriya, durante la misión de la antigua Babilonia en Irak, ha sido criticado por la falta de protección que se ofrece a la tripulación.[cita requerida]
Características:
- Desplazamiento: 2499 cm³
- Cilindros: 4
- Caballos de fuerza: 103 a 3800 rpm
- Longitud: 4680 mm
- Ancho: 1980 mm
- Altura: 2380 mm
- Transmisión: Manual (5 velocidades)
- Fuerza: Completa
- Capacidad en asientos: 1 + 6
- Rango: 800 km.

### Ambulancia

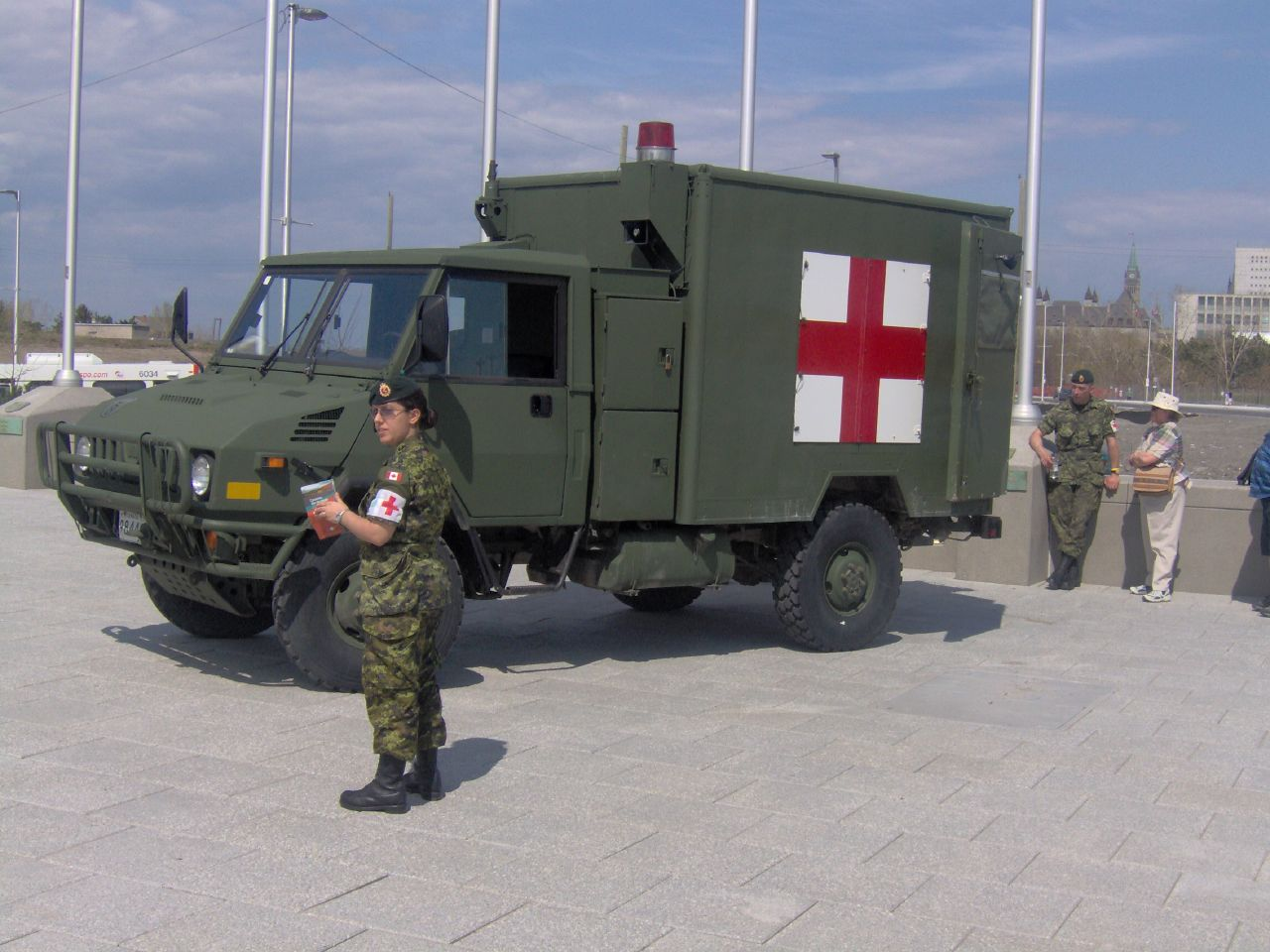
LSVM de las Fuerzas Canadienses.

Esta es una variante del VM 90 Torpedo para el transporte de heridos fuera de la carretera y en el campo de batalla.
- Cilindrada: 2499 cm 3
- Cilindros: 4
- Potencia: 103 caballos (77 kW) a 3800 rpm
- Longitud: 4880 mm
- Ancho: 2040 mm
- Altura: 2200 mm
- Transmisión: Manual (5 velocidades)
- Fuerza: Completa
- Velocidad: 110 km/h
- Capacidad en asientos: 3 al frente, 1 atrás, 2 camillas
- Rango: 800 km

## Usuarios
- Italia -  La versión Torpedo es la de dotación del Esercito Italiano, además del componente terrestre de la Armada italiana, así como en el de la Fuerza Aérea Italiana, y en el Cuerpo de carabineros en el Regimiento MSU y en las unidades de los Carabineros Paracaidistas, a su vez está actualmente en uso del Cuerpo militar de voluntarios de la Cruz Roja Italiana y en el Cuerpo de la Policía Penitenciaria de Italia. La versión Protetta aparte de los militares se encuentra también desplegada en algunas de las brigadas del regimiento MSU en Toscana de los Carabinieri, más otras que se han desplegado con el Ejército y el Cuerpo militar de voluntarios de la Cruz Roja Italiana, los que usan la versión "Ambulanza Protetta" (una ambulancia blindada).

- Albania

- Argentina - Gendarmería Nacional

- Bélgica - Policía Federal de Bélgica

- Brunéi

- Canadá - 2879 producidos bajo licencia de la Western Star, para la Policía.

- China - Producidos en China bajo licencia por Naveco con el chasis del camión ligero Naveco NJ2046.

- Yibuti

- Egipto - + de 670 unidades, producidas bajo licencia.[3]

- España

- Emiratos Árabes Unidos

- Macedonia del Norte

- Malasia - 25 unidades.[cita requerida]

- Pakistán - 2200 unidades.[cita requerida]

- Perú - El Ejército del Perú adquirió 157 unidades del vehículo militar Iveco M40E10 (también conocido como Iveco VM 90), de origen italiano, destinadas principalmente al transporte de personal y patrullaje. Posteriormente, recibió en calidad de donación 15 unidades del vehículo NAVECO NJ2046, de fabricación china. Ambos modelos, aunque producidos en diferentes países, comparten un diseño similar y cumplen funciones tácticas equivalentes. La diferencia principal radica en su origen: los Iveco M40E15 fueron fabricados en Italia, mientras que los NAVECO NJ2046 se produjeron en China. En total, el Ejército del Perú cuenta con 172 unidades de este tipo de vehículo, las cuales forman parte del esfuerzo por modernizar su parque automotor militar, reforzando la capacidad de transporte táctico y operaciones logísticas del país.

- Polonia

- Portugal